# OK Baby OK
OK Baby OK är ett musikalbum av Ulf Lundell som släpptes den 11 november 2004. Albumet är det första albumet i en trilogi, del 2 heter Högtryck och den sista skivan heter Lazarus.

## Låtlista[1]
1. Kapten Kidd [4.56]
2. Top Hat [4:40]
3. OK OK [4:08]
4. Skaka på dom [4:11]
5. Blodröd zon [4.27]
6. Baby har en ring [3.58]
7. Smulorna i sängen [5:37]
8. Botten opp [4:35]
9. Den här himlen lite till [4.22]
10. En droppe vatten [5.14]
11. Hon måste vara en kristen kommunist [4.48]
12. Alperna [4.05]

## Medverkande
- Ulf Lundell - sång, elgitarr, akustisk gitarr, synth, highstringgitarr
- Jan Bark - elgitarr, rickenbacker 12:a, akustisk gitarr, kör
- Jens Frithiof - elgitarr
- Surjo Benigh - bas, kör
- Andreas Dahlbäck - trummor, percussion, kör
- Marcus Olsson - hammondorgel, fender rhodes, farfisa, piano, synth, mellotron, kör

- Jan Allan - trumpet
- Jerker Odelholm - bas
- Lisa Rydberg - fiol

## Listplaceringar
| Lista (2004-2005) | Topplacering |
| ----------------- | ------------ |
| Sverige           | 1            |